# تاکویا ناکاسه
تاکویا ناکاسه (به انگلیسی: Takuya Nakase) ژیمناست زادهٔ ۱۹ نوامبر ۱۹۸۲ میلادی اهل کشور ژاپن است.